# エアロジェット・ロケットダイン
エアロジェット・ロケットダインはアメリカのロケットとミサイルの推進器の製造会社である。カリフォルニア州サクラメントに本社があり、GenCorpによって所有される。エアロジェット・ロケットダインは2013年にGenCorpがプラット & ホイットニーから株式を購入してエアロジェット (既にGenCorpによって所有) とプラット & ホイットニー ロケットダインが合併して出来た。
2020年12月、航空宇宙大手のロッキード・マーティンはエアロジェット・ロケットダインの買収で合意したことを発表した。しかし連邦取引委員会 (FTC) により反トラスト法違反の指摘を受け、2022年に買収を断念している。

## 製品

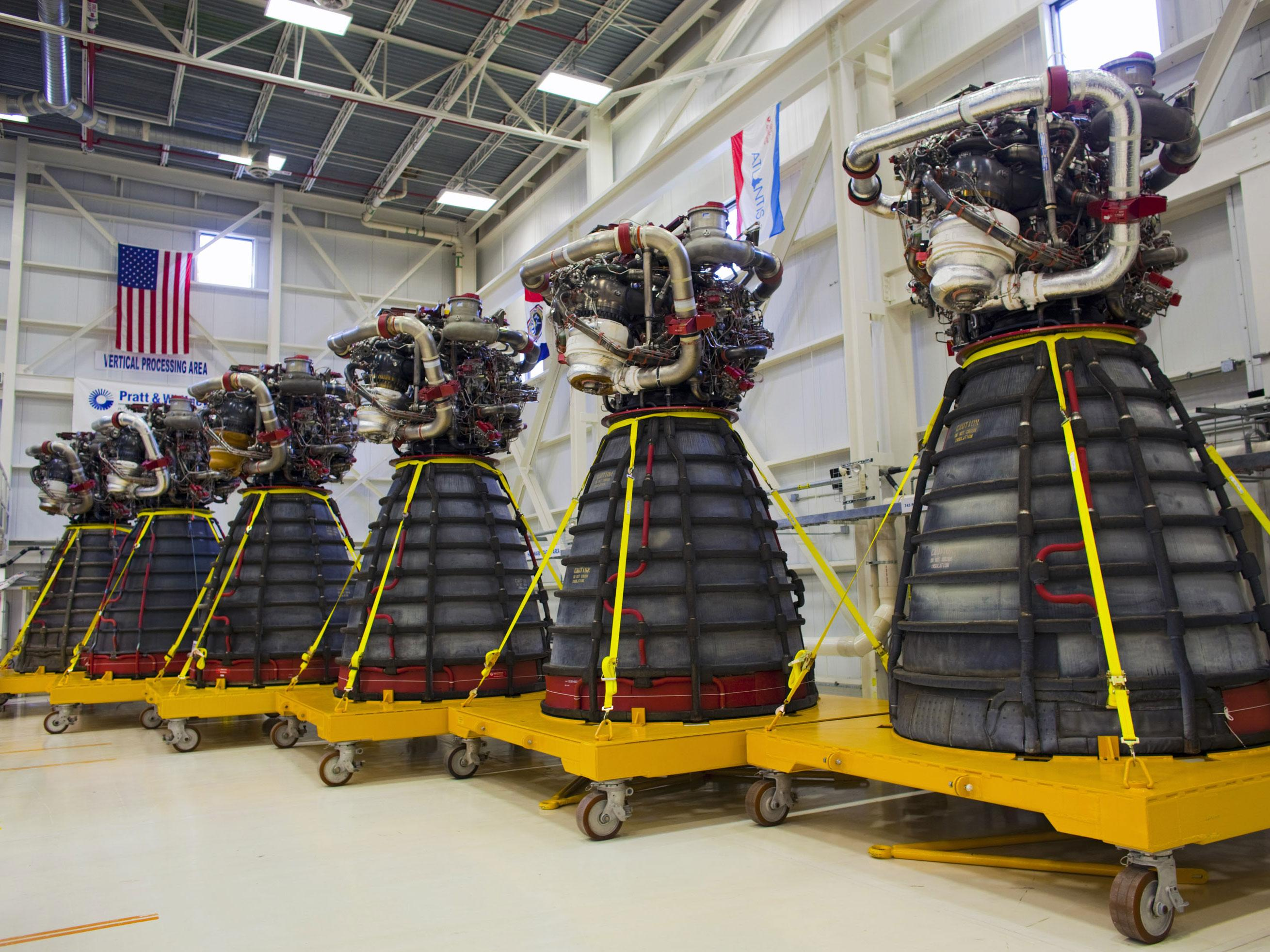
スペースシャトル主エンジン (RS-25)

### 現在のエンジン
- RS-25 (液体水素/液体酸素) 引退したスペースシャトルの再使用可能なメインエンジン。現存するエンジンはスペース・ローンチ・システムの第一段用のエンジンとして消費される予定で、在庫がなくなった後にはSLSの打ち上げ用に開発される予定の使い捨て仕様のRS-25Eが使用される予定。

- RL10 (液体水素/液体酸素) プラット & ホイットニー社によって開発され、現在はデルタIVの上段と同様にアトラスVの上段のセントールの両方で使用される。以前はタイタンロケットの上段のセントールやサターンIや垂直離着陸機のマクドネル・ダグラス DC-X"デルタクリッパー"で使用された。計画中だったアルタイル月面着陸機でも主推進エンジンとして使用される予定だった。
- RS-68 (液体水素/液体酸素) デルタIVの第1段用
- J-2X (液体水素/液体酸素) 2013年時点でスペース・ローンチ・システムのブロックIIの地球離脱段での使用を目的として開発中。
- Baby Bantam (ケロシン/液体酸素) 2014年6月にエアロジェット ロケットダインは"3Dプリンターを試験的にエンジンの製造に導入する試みは成功した"と発表した。エンジンは推力が22 kN (5,000 lbf) だった。[4]

- AJ-26 (RP-1/液体酸素) ロシアから輸入したNK-33エンジンを改良して名称を変更した。アンタレスロケットの第1段用に使用される

### 以前生産されたエンジン
- SJ61 (JP-7/空気) ボーイング X-51 極超音速実証機で飛行したデュアルモードラムジェット/スクラムジェットエンジン。
- AJ-10 (A-50/N2O4) デルタIIの第2段用のエンジン。

### 計画

#### AR-1
AR-1は2014年に連邦政府から「完全新設計のアメリカ製ロケット推進システム」の予算を獲得するロビー活動のためにエアロジェット・ロケットダイン社が計画を示した推力 2,200kN級 (500,000 lbf) のケロシン/液体酸素を推進剤とするロケットエンジンである。2014年6月の時点での数字として、最大10億ドルと見積もられる政府からの開発費用を除いてエンジン1基あたり2,500万ドル以下を予定していた。